# Народни комитет основног народног конгреса
Народни комитети основних народних конгреса су некадашњи извршни органи основних народних конгреса у Великој Социјалистичкој Народној Либијској Арапској Џамахирији.

## Састав
Народне комитете основних народних конгреса су састављали секретари тих народних комитета и секретари ресорних народних комитета основних народних конгреса. Бирали су их основни народни конгреси.
Ресорне народне комитете основних народних конгреса су састављали секретари тих народних комитета и најмање четири члана. Бирали су их основни народни конгреси.

## Дјелокруг
По Закону бр. (1) о народним конгресима и народним комитетима (2001) народни комитети основних народних конгреса су:
- извршавали одлуке Општег народног конгреса, као и одлуке основних народних конгреса;
- извршавали одлуке Општег народног комитета, Општег народног комитета за општине, ресорних општих народних комитета и општинских народних комитета;
- одржавали безбједност и ред унутар административних граница основних народних конгреса;
- наплаћивали таксе, локалне дажбине, порез на непокретности, порез на стоку и пољопривредне дажбине, као и све друге буџетске приходе утврђене одлуком Општег народног комитета;
- били финансијски налогодавци буџета основних народних конгреса;
- контролисали и надгледали рад управних органа;
- надгледали производне и услужне дјелатности унутар својих административних граница;
- надгледали цијене;
- прегледали захтјеве које су подносили грађани основним народним конгресима зарад коришћења државне својине или земљишта за различите намјене и упућивали их на поступање општинским народним комитетима;
- утврђивали планове/програме запошљавања у координацији са надлежним институцијама;
- прегледали захтјеве за регистрацију или спајање акционарских друштава, као и за промјену њихових дјелатности, и упућивали их на поступање општинским народним комитетима;
- прегледали и друге захтјеве и упућивали их на поступање општинским народним комитетима;
- доносили мјере којима су омогућавали и подстицали грађане да се баве привредним дјелатностима;
- припремали завршне рачуне буџета у року од три мјесеца по истеку финансијске године;
- мирили и арбитрирали између грађана, у складу са законом;
- вршили права послодавца за раднике запослене у институцијама подређеним основним народним конгресима;
- предлагали састав управа основних школа и установа примарне здравствене заштите и предлоге упућивали општинским народним комитетима;
- вршили и друге повјерене надлежности.

По Закону бр. (1) о народним конгресима и народним комитетима (2007) нису постојали народни комитети основних народних конгреса нити ресорни народни комитети основних народних конгреса.